# Оркестріон

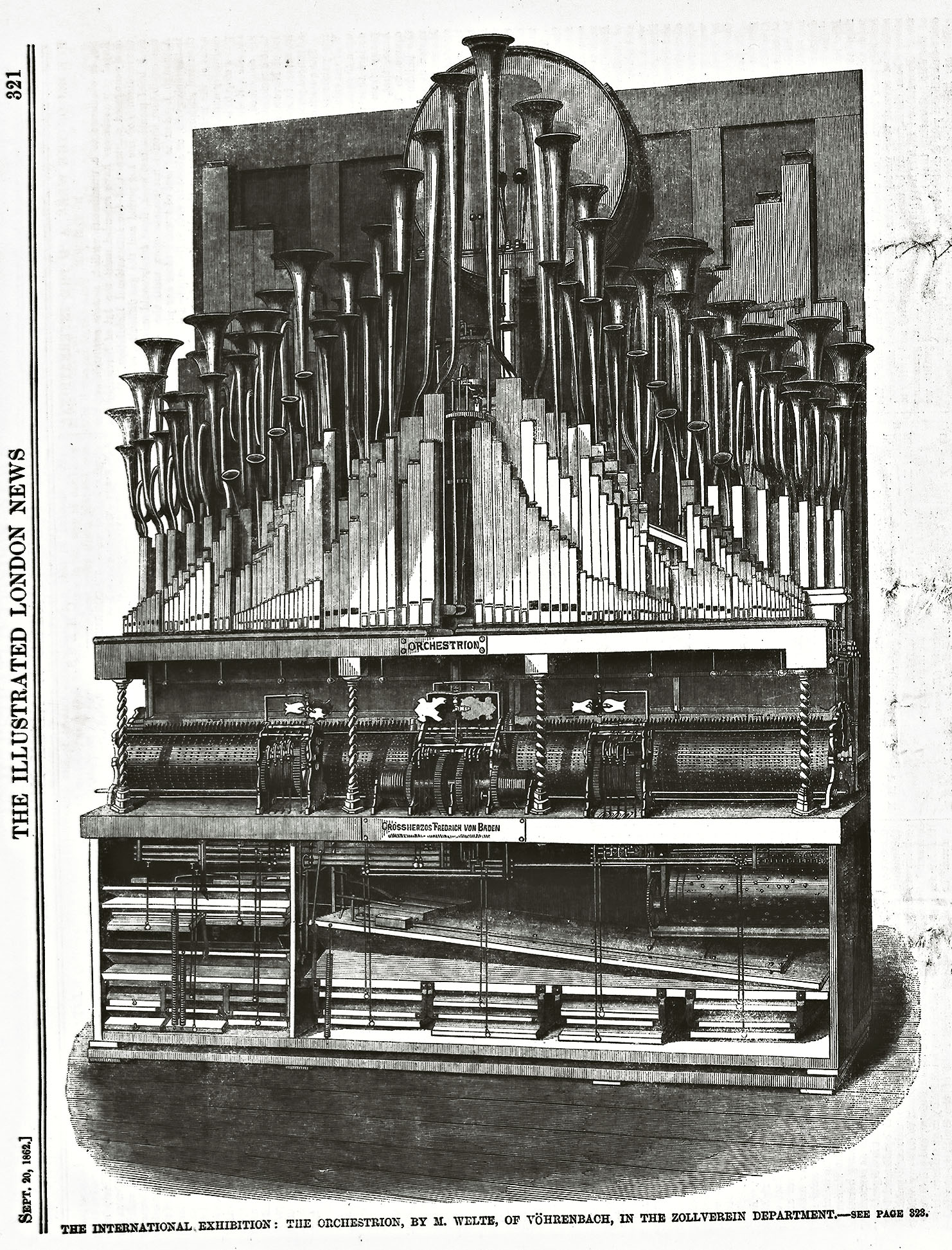
Оркестріон фірми M. Welte & Söhne, 1862

Оркестріо́н (нім. Orchestrion) — назва деяких музичних інструментів, принцип дії яких подібний до органу.
Первісно оркестріоном був названий невеличкий орган, скорнструйований Г. Фоглером у 1785 році, що містив близько 900 труб, 3 мануали, 63 клавіші в кожному з них та 39 педалей.
У 1791 році оркестріоном був названий інструмент, сконструйований в Празі Томасом Антоном Кунцем. Цей інструмент був оснащений як органними трубами, так струнами, подібними до фортепіанних. Оркестріон Кунца мав 2 мануали по 65 клавіш та 25 педалів, мав 21 регістр, 230 струн та 360 труб.
На початку XIX століття під назвою оркестріон (або, оркестри́на) з'явився ряд автоматичних механічних інструментів, пристосованих для імітації звучання оркестру. Інструмент мав вигляд шафи, всередині якої був поміщений пружинний або пневматичний механізм, який при вкиданні монети приводився у дію. Розташування струн або труб інструменту було підібрано таким чином, що урухомлений механізм автоматично озвучував певні музичні твори. Особливої популярності інструмент набув у 1920-ті роки в Німеччині, проте пізніше був витіснений програвачами грамофонних платівок.